# R (empresa)
R, cuya razón social es R Cable y Telecable Telecomunicaciones, S.A.U., es un operador regional de telecomunicaciones, filial de Euskaltel, que a su vez es una filial del Grupo MásMóvil. Ofrece servicios de telefonía fija, telefonía móvil, internet (fibra y 5G) y televisión (Agile TV). R opera en Galicia, Cantabria y la provincia de León. Tiene una red propia de telecomunicaciones de fibra óptica FTTx (con soluciones FTTB y FTTH) con la que llega a 935.000 hogares y empresas de más de 100 poblaciones gallegas, en las que lleva invertidos 1000 millones de euros.

## Historia
R nació en 1998, a raíz de la adjudicación del concurso para desplegar cable tanto en todo el territorio español como, en su caso, en Galicia. Dicho concurso fue consecuencia de una política de liberalización del mercado de las telecomunicaciones. En el concurso se establecieron tres demarcaciones territoriales: la de La Coruña, Santiago de Compostela y la del resto de Galicia. Las tres demarcaciones fueron ganadas por R (R Cable y Telecomunicaciones Galicia), que hasta ese entonces operaba bajo del nombre de Grupo Gallego de Empresas para el Cable.

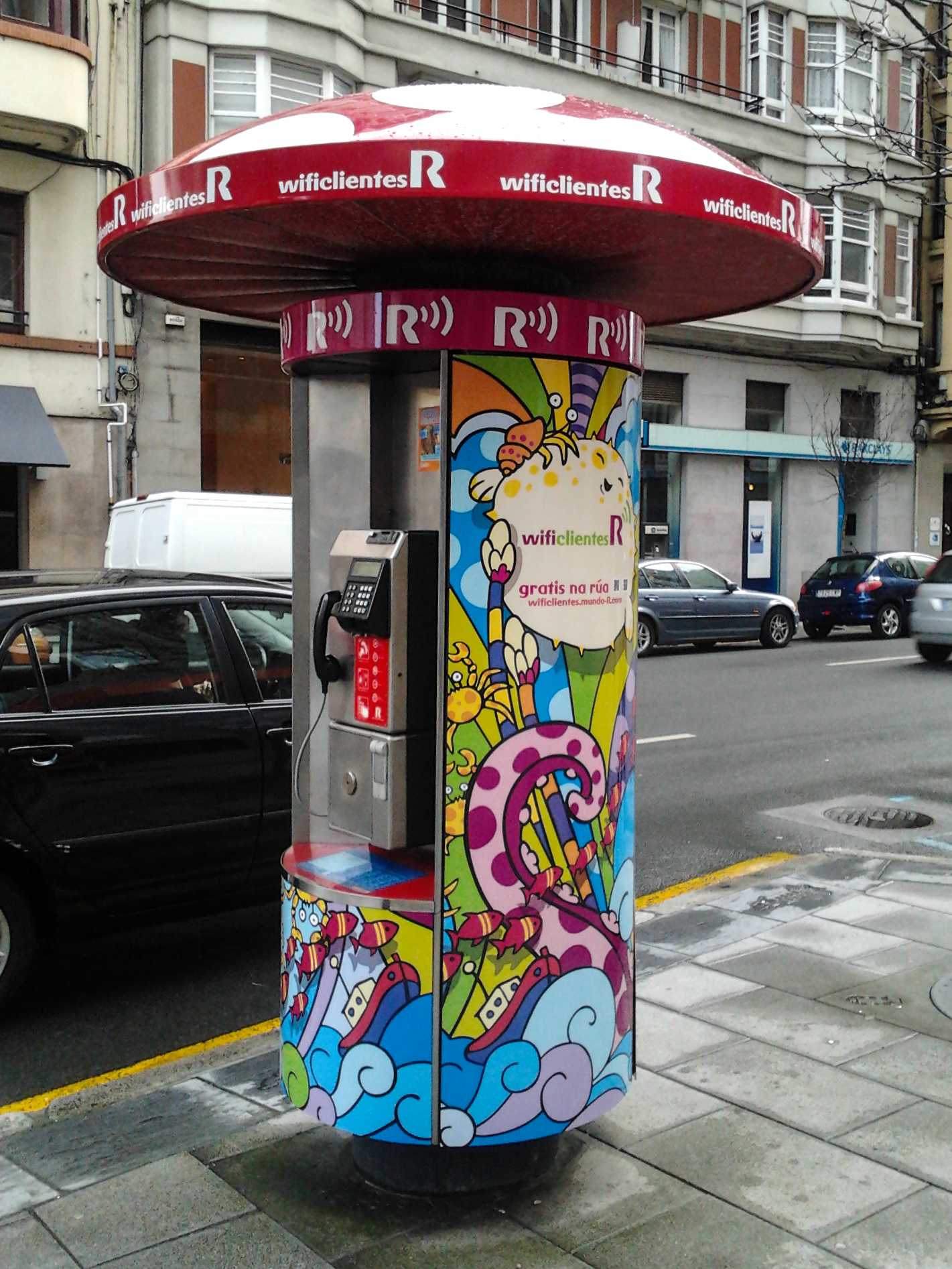
Una cabina telefónica de R en La Coruña.

El 2001 se considera su primer año completo de operaciones. 
Empezó desplegando su red en las principales ciudades gallegas: Vigo, La Coruña, Santiago de Compostela, Orense, Lugo, Pontevedra y Ferrol, para ir aumentando su red a otras poblaciones como Villagarcía de Arosa o Ginzo de Limia.
Durante el año 2006 se potenció la expansión geográfica del operador, que comenzó a ofrecer sus servicios de acceso directo en algunas localidades pequeñas de Galicia, hasta llegar a día de hoy a unos 100 núcleos de toda Galicia.
En septiembre de 2008, Caixanova compró el 35,44% que poseía Unión Fenosa (ya en manos de Gas Natural), con lo que sumaba el 66,24% de la empresa.
En abril de 2010, CVC decide invertir en el operador gallego y se hace con una participación del 35% de R Cable. Más tarde amplía su participación hasta el 70%.
En julio de 2015, recibió una oferta de compra por parte de Euskaltel por 1.155 millones de euros, cantidad que ascendió a 1.190 millones en octubre de 2015, fecha en la que se suscribió el acuerdo de compraventa.
En 2019, tras la compra por Euskaltel de R (R Cable y Telecomunicaciones Galicia, S.A.U.) y de Telecable (Telecable de Asturias, S.A.U.), la primera se fusionó con la segunda mediante absorción, pasando a constituir una sociedad denominada R Cable y Telecable Telecomunicaciones, S.A.U.

## Servicios
En octubre de 2014, los servicios de R estaban disponibles para más de 935.000 viviendas y empresas de prácticamente toda Galicia.
En Internet, mientras que las instalaciones antiguas se mantienen con coaxial, la cablera instala FTTH en nuevas instalaciones y está migrando a sus clientes de coaxial a FTTH. Aparte de fibra, permite usar su red móvil como acceso de banda ancha para aquellos clientes que no puedan acceder a su red de fibra. También comercializaba soluciones ADSL para zonas sin cobertura de fibra, denominadas "mambo".
En 2015, lanzó una red (wificlientesR) con más de 50.000 puntos wifi gratuitos para sus clientes por toda Galicia. Este servicio estuvo en funcionamiento pleno hasta inicios de 2020, y desapareció en marzo de 2023; mes en el que la compañía terminó de desactivar sus últimos repetidores WiFi en la ciudad de Vigo. 

### Telefonía móvil
En 2007, lanzó su servicio de telefonía móvil (móbilR) y en 2014, se había convertido ya en la compañía líder en número de clientes de telefonía móvil en Galicia.
Numeración nativa: +34 698 xx xx xx
Hasta 2016, la operadora MobilR empleaba la red de Vodafone. Sin embargo, el retraso en la red 4G, así como los continuos fallos provocaron que la operadora migrase su cartera de clientes hacia Orange, culminando la migración en la primera mitad de 2017.

### Televisión por suscripción
En 2021, tras la compra por parte de Euskaltel y de esta por el Grupo MásMóvil, el servicio de televisión de R pasó a ser gestionado por Agile TV.